# Bauerntanz zweier Kinder
Bauerntanz zweier Kinder je německý krátký film z roku 1895. Režisérem a producentem je Max Skladanowsky (1863–1939). Film byl natočen v roce 1895 a zobrazuje dvě děti, jak tančí italský venkovský tanec. Film se skládá pouze z 48 snímků.
Film byl natočen v Berlíně. Jeho premiéra se konala 2. listopadu 1895 spolu s dalšími krátkými filmy, které byly jako jedny z prvních promítány laternou magicou. Každý film trval přibližně šest sekund, a proto se opakovalo jejich promítání. Film byl promítán do poloviny roku 1896 také v Nizozemsku, Dánsku a Švédsku.